# Wanshowen
Wanshowen ist ein aufgegangener Wohnplatz auf der Gemarkung der Kernstadt Boxberg im Main-Tauber-Kreis im fränkisch geprägten Nordosten Baden-Württembergs.

## Geschichte
Der Ort Wanshowen wurde in den Jahren 1239 und 1245 erstmals urkundlich erwähnt. Von früheren Siedlungstätigkeiten zeugen Funde der Merowingerzeit. In den ersten Schriftquellen hieß der Ort Boxberg zunächst noch Wanshofen. Es handelt sich daher um eine Vorläufersiedlung, die wohl im 14. Jahrhundert in der heutigen Kernstadt Boxberg aufging. Nachdem der Wohnplatz in der Stadt Boxberg aufgegangen ist, teilt er deren Geschichte.